# Kleve (huyện)
Kleve là một huyện ở tây bắc bang Nordrhein-Westfalen, Đức. Các huyện giáp ranh: Borken, Wesel, và Viersen ở Đức, các tỉnh Hà Lan Limburg và Gelderland.

## Lịch sử
Huyện với ranh giới như ngày nay được lập năm 1975 khi các huyện cũ Kleve và Geldern được hợp nhất các đô thị thuộc huyện Rees là Emmerich và Rees cũng như đô thị thuộc huyện Moers Rheurdt.
Hai huyện tiền thân của huyện này được lập năm 1816 khi toàn bộ vùng Rhineland thành một tỉnh của Phổ. 
Huyện nằm ở hạ lưu thung lũng sông Rhine, ở khu vực sông này chảy vào Hà Lan.

## Thị xã và đô thị
| Thị xã (Städte)                                                                            | Đô thị (Gemeinden)                                                                          |
| ------------------------------------------------------------------------------------------ | ------------------------------------------------------------------------------------------- |
| 1. Emmerich 2. Geldern 3. Goch 4. Kalkar 5. Kevelaer 6. Kleve (Cleves) 7. Rees 8. Straelen | 1. Bedburg-Hau 2. Issum 3. Kerken 4. Kranenburg 5. Rheurdt 6. Uedem 7. Wachtendonk 8. Weeze |